# Provincia Kirundo
Provincia Kirundo este una dintre cele 17 unități administrativ-teritoriale de gradul I ale statului Burundi.